# ナイティ・ナイト
『ナイティ・ナイト』（原題:Nighty Night）は、イギリスBBCで放送されたブラックコメディ のTVドラマである。

主演と脚本をジュリア・デイヴィスが務める。2004年1月6日からBBC Threeにて放送が開始され、そのダークユーモアで広く知られる。

物語は、ナルシスト気質のサイコパス、ジル・ティレル（ジュリア・デイヴィス）とその助手である、喘息持ちで頭の鈍いリンダ（ルース・ジョーンズ）に焦点が当てられており、ジルの夫テリー（ケヴィン・エルドン）が癌を発症した所から始まる。ジルは夫が癌である事実を利用し、近所に引っ越してきたばかりの、多発性硬化症を患う車椅子の女性キャシー・コール（レベッカ・フロント）を思い通りに操ろうとする。ジルは、キャシーの夫である女好きの医者ドン・コール（アーガス・デイトン）に執着するようになる。

## テーマ音楽
シーズン1、2の冒頭、またシーズン1のエンディングロールに流れるテーマ音楽は、マカロニ・ウェスタン映画「ミスター・ノーボディ」からの引用である。イタリア人映画作曲家エンニオ・モリコーネが作曲を手がけている。

## 出演者
- ジュリア・デイヴィス（ジル・ティレル）
- レベッカ・フロント（キャサリン・コール）
- アンガス・デイトン（ドン・コール）
- ケビン・エルドン（テリー・ティレル） ※シリーズ1
- ルース・ジョーンズ（リンダ）
- マイケル・フェントン・スティーブンズ（ゴードン・フォークス） ※シリーズ1、シリーズ2（ゲスト出演）
- フェリシティー・モンダギュー（スー・フォークス）
- キティー・フィッツジェラルド（ジョーイ） ※シリーズ1
- マーク・ゲイティス（グレン・バルブ）
- ラルフ・ブラウン（ジャック） ※シーズン2

## イギリス国外での放送
オーストラリアではABC TVにて2005年3月23日より、毎週水曜日午後9時から放送されていた。

## 評価
シリーズ1はバンフ・アワード(Banff Award)を受賞した。デイヴィスの演技はロイヤル・テレビジョン・ソサイエティー・アワード(Royal Television Society Award)に表彰され、高い評価を得た。
英紙ガーディアンは、この作品を「洗練された不愉快な喜劇」と呼び、また「『ジ・オフィス(The Office)』は “不愉快さから生まれる笑い”を世間に浸透させたかもしれないが、『ナイティ・ナイト』は更にその先を行った」と評した。 

米紙タイムズは「極めて強力で、見事なまでに完全な残虐性が、安っぽいピンヒールで社会的ルールを全て踏みにじっている」と表現した。

## アメリカ版
2006年6月、セックス・アンド・ザ・シティのクリエイターであるダレン・スターがアメリカン版の脚本を担当する予定であり、パイロット版の製作が既に依頼されていることを公表した。プロダクション会社Baby Cowの創設者であるスティーブ・コーガンとヘンリー・ノーマルは、共同で製作総指揮を務める予定であった。